# Odette Capion-Branger
Odette Branger, nascuda Odette Capion (Montpeller, 14 de desembre de 1913 - 6 de gener de 2004) fou una resistent montpellerina durant l'ocupació de França pel Tercer Reich, una de les figures de la resistència llenguadociana.

## Biografia
Odette Capion-Branger va treballar com a dependenta a Galeries Lafayette, després treballà a la Seguretat social, i alhora era militant comunista. Des del començament de la guerra, participa en la redacció i distribució de fullets, i allotja resistents a casa seva. Arrestada el 4 de desembre de 1940, com que va ser considerada com a "perillosa per a la seguretat de l'Estat", va ser empresonada successivament a Montpeller, i després duta al camp de Rieucros a la Losera de 1940 a 1943.
Degut a nombroses peticions, es va beneficiar de la llibertat condicional el febrer de 1943. Des d'aleshores participà activament en l'organització dels grups de Franctiradors i partisans francesos (FTPF). El seu pseudònim en la Resistència era « Denise ». Va servir com a agent d'enllaç i s'ocupava d'aliments, armes i municions. Participà en la fugida dels resistents empresonats a la presó central de Nimes al febrer de 1944. Arrestada després d'una denúncia, Odette alias « Denise » fou empresonada a la presó de Nimes fins a juny de 1944, després a la presó Saint-Joseph a Lió, i després al Fort de Romainville, abans de ser deportada a Alemanya de 1944 a 1945
A Alemanya fou deportada successivament als camps de Neue Bremm i de Ravensbrück abans de ser assignada al « kommando » de Beendorf on va fer sabotatge a els fàbriques dels motors de les V1. El camp de concentració va ser evacuat el maig de 1945: Odette Capion-Branger va tornar a França el 26 de juny de 1945 després de pasar algunes setmanes a Suècia. Posteriorment, ella testificà sobre els experiments mèdics, la solidaritat i la resistència al camp de concentració.

## Distincions
El 8 de gener de 1953 li fou atribuït el títol de Combatent voluntari de la Resistència per l'Oficina Departamental de Veterans d'Erau També va ser guardonada amb la Medalla de la Resistència, la Medalla Militar, la Medalla de deportació i internament per fets de la Resistència i la Croix de guerre.

## Filmografia
- Les indésirables, documental realitzat en 2014 per Bénedicte Delfaut